# Campeonato Mundial de Esqui Estilo Livre de 2023 - Ski cross feminino
A prova do Ski cross feminino do Campeonato Mundial de Esqui Estilo Livre de 2023 ocorreu entre os dias 24 a 26 de fevereiro, em Bakuriani, na Geórgia.

## Medalhistas
| Ouro                 | Prata              | Bronze            |
| Sandra Näslund (SWE) | Katrin Ofner (AUT) | Fanny Smith (SUI) |

## Resultados

### Qualificação
Um total de 21 esquiadoras de 10 nacionalidades participaram da competição. As 16 melhores avançaram para a fase eliminatória.
| Colocação | Bib | Nome                     | Nacionalidade | Tempo   | Notas |
| --------- | --- | ------------------------ | ------------- | ------- | ----- |
| 1         | 3   | Marielle Thompson        | Canadá        | 1:25.52 | Q     |
| 2         | 5   | Sandra Näslund           | Suécia        | 1:25.76 | Q     |
| 3         | 2   | Daniela Maier            | Alemanha      | 1:26.60 | Q     |
| 4         | 15  | Sixtine Cousin           | Suíça         | 1:26.62 | Q     |
| 5         | 14  | Alizée Baron             | França        | 1:26.90 | Q     |
| 6         | 17  | Saskja Lack              | Suíça         | 1:27.15 | Q     |
| 7         | 6   | Fanny Smith              | Suíça         | 1:27.28 | Q     |
| 8         | 8   | Sonja Gigler             | Áustria       | 1:27.34 | Q     |
| 9         | 1   | Katrin Ofner             | Áustria       | 1:27.43 | Q     |
| 10        | 16  | Johanna Holzmann         | Alemanha      | 1:27.50 | Q     |
| 11        | 10  | Talina Gantenbein        | Suíça         | 1:27.69 | Q     |
| 12        | 7   | Marielle Berger Sabbatel | França        | 1:27.80 | Q     |
| 13        | 19  | Stephanie Joffroy        | Chile         | 1:27.84 | Q     |
| 14        | 9   | Jole Galli               | Itália        | 1:28.01 | Q     |
| 15        | 18  | Nikol Kučerová           | Chéquia       | 1:28.45 | Q     |
| 16        | 12  | Andrea Limbacher         | Áustria       | 1:28.57 | Q     |
| 17        | 13  | Courtney Hoffos          | Canadá        | 1:28.58 |       |
| 18        | 11  | Tiana Gairns             | Canadá        | 1:28.84 |       |
| 19        | 4   | Hannah Schmidt           | Canadá        | 1:29.30 |       |
| 20        | 20  | Diana Cholenská          | Chéquia       | 1:29.73 |       |
| 21        | 21  | Sakurako Mukogawa        | Japão         | 1:34.16 |       |

### Fase eliminatória
Os resultados da fase eliminatória se deram da seguinte maneira.

#### Quartas de final
| Colocação | Bib | Nome              | Nacionalidade | Notas |
| --------- | --- | ----------------- | ------------- | ----- |
| 1         | 1   | Marielle Thompson | Canadá        | Q     |
| 2         | 9   | Katrin Ofner      | Áustria       | Q     |
| 3         | 8   | Sonja Gigler      | Áustria       |       |
| 4         | 16  | Andrea Limbacher  | Áustria       |       |

| Colocação | Bib | Nome              | Nacionalidade | Notas |
| --------- | --- | ----------------- | ------------- | ----- |
| 1         | 14  | Talina Gantenbein | Suíça         | Q     |
| 2         | 6   | Daniela Maier     | Alemanha      | Q     |
| 3         | 2   | Jole Galli        | Itália        |       |
| 4         | 11  | Saskja Lack       | Suíça         |       |

| Colocação | Bib | Nome                     | Nacionalidade | Notas |
| --------- | --- | ------------------------ | ------------- | ----- |
| 1         | 5   | Alizée Baron             | França        | Q     |
| 2         | 4   | Sixtine Cousin           | Suíça         | Q     |
| 3         | 12  | Marielle Berger Sabbatel | França        |       |
| 4         | 13  | Stephanie Joffroy        | Chile         |       |

| Colocação | Bib | Nome             | Nacionalidade | Notas |
| --------- | --- | ---------------- | ------------- | ----- |
| 1         | 2   | Sandra Näslund   | Suécia        | Q     |
| 2         | 7   | Fanny Smith      | Suíça         | Q     |
| 3         | 15  | Nikol Kučerová   | Chéquia       |       |
| 4         | 10  | Johanna Holzmann | Alemanha      |       |

#### Semifinal
| Colocação | Bib | Nome              | Nacionalidade | Notas |
| --------- | --- | ----------------- | ------------- | ----- |
| 1         | 1   | Marielle Thompson | Canadá        | Q     |
| 2         | 9   | Katrin Ofner      | Áustria       | Q     |
| 3         | 4   | Sixtine Cousin    | Suíça         |       |
| 4         | 5   | Alizée Baron      | França        |       |

| Colocação | Bib | Nome              | Nacionalidade | Notas |
| --------- | --- | ----------------- | ------------- | ----- |
| 1         | 2   | Sandra Näslund    | Suécia        | Q     |
| 2         | 7   | Fanny Smith       | Suíça         | Q     |
| 3         | 3   | Daniela Maier     | Alemanha      |       |
| 4         | 11  | Talina Gantenbein | Suíça         |       |

#### Final
Final B
| Colocação | Bib | Nome              | Nacionalidade | Notas |
| --------- | --- | ----------------- | ------------- | ----- |
| 5         | 4   | Sixtine Cousin    | Suíça         |       |
| 6         | 11  | Talina Gantenbein | Suíça         |       |
| 7         | 3   | Daniela Maier     | Alemanha      |       |
| 8         | 5   | Alizée Baron      | França        | DNS   |

Final A
| Colocação         | Bib | Nome              | Nacionalidade | Notas |
| ----------------- | --- | ----------------- | ------------- | ----- |
| Medalha de ouro   | 2   | Sandra Näslund    | Suécia        |       |
| Medalha de prata  | 9   | Katrin Ofner      | Áustria       |       |
| Medalha de bronze | 7   | Fanny Smith       | Suíça         |       |
| 4                 | 1   | Marielle Thompson | Canadá        |       |

Legenda
| Recorde mundial       | Recorde mundial (World record)               |                       | Recorde africano                      | Recorde africano (African) |                                           | Q | Classificado por posição (Qualified) |
| Recorde do campeonato | Recorde do campeonato (Championship record)  | Recorde da América    | Recorde da América (Americas)         | q                          | Classificado por melhor tempo (Qualified) |   |                                      |
| Melhor marca do ano   | Melhor marca do ano (World leading)          | Recorde asiático      | Recorde asiático (Asian)              | DNS                        | Não largou (Did not start)                |   |                                      |
| Recorde nacional      | Recorde nacional (National record)           | Recorde europeu       | Recorde europeu (European)            | DNF                        | Não terminou (Did not finish)             |   |                                      |
| Recorde pessoal       | Recorde pessoal do atleta (Personal best)    | Recorde da Oceania    | Recorde da Oceania (Oceania)          | DSQ / DQ                   | Desclassificado (Disqualified)            |   |                                      |
| Recorde da temporada  | Recorde da temporada do atleta (Season best) | Recorde sul-americano | Recorde sul-americano (South America) | NM                         | Sem marca (No mark)                       |   |                                      |